# Capital deepening
Capital deepening que traducido al español sería profundización de capital es un término usado en economía para describir una situación en la que aumenta el capital por trabajador, es un aumento en la intensidad de capital. Capital deepening se mide a menudo por el stock de capital por hora de trabajo. En general, la economía se expandirá, y la productividad de cada trabajador aumentará. Sin embargo, la intensificación del factor capital no significará que la expansión económica continúe indefinidamente, en parte debido a los rendimientos decrecientes. La inversión también es requerida para incrementar el monto de capital disponible para cada trabajador en el sistema y por ende incrementar la proporción de capital respecto del trabajo, esto promueve el crecimiento económico, porque el aumento de la productividad requiere la acumulación de todas las existencias de capital por trabajador.
Capital widening es un término usado para describir la situación en la que el capital se incrementa en la misma proporción que la fuerza laboral, y por ende el capital por trabajador se mantiene constante. La economía se expandirá en términos de producción mientras la productividad por trabajador sea constante.